# Arenaria nigricans
Arenaria nigricans är en nejlikväxtart som beskrevs av Hand.-mazz. Arenaria nigricans ingår i släktet narvar, och familjen nejlikväxter. Utöver nominatformen finns också underarten A. n. zhengkangensis.